# 潔身下口鯰
潔身下口鯰，為輻鰭魚綱鯰形目甲鯰科的其中一種，為熱帶淡水魚，分布於南美洲巴西Ribeira de Iguapé河流域，體長可達22公分，棲息在砂石底質的溪流底層水域，生活習性不明。

## 扩展阅读
維基物種上的相關：潔身下口鯰